# Строганово (Красноярский край)
Строганово — упразднённое село в Минусинском районе Красноярского края. Территория села находится на дне Красноярского водохранилища.

## География
Был расположен в южной части края, на правом берегу реки Енисей, в центральной части Минусинской котловины.

## История
В 1919—1934 годах — центр Строгановского сельского Совета рабочих, крестьянских и красноармейских депутатов. После упразднения сельсовета в 1934 году, на основании постановления президиума Минусинского райисполкома от 2 августа 1934 года, вошёл в состав Кавказского сельского совет.
На карте 1939 года — Строганова.
Уничтожен при строительстве Красноярского водохранилища.

## Известные уроженцы, жители
- Козловский, Дмитрий Харитонович (1911—1949) — Герой Социалистического Труда, уроженец Николаевской области, председатель колхоза «Путь Ильича» Минусинского района Красноярского края (1945—1949).[4]
- Козловский, Алексей Дмитриевич — советский и российский писатель и поэт.

## Инфраструктура
Действовал колхоз «Путь Ильича», в котором в 1949 году двое передовиков сельского хозяйства стали Героями Социалистического Труда.